# Leonardo Azzaro
Leonardo Azzaro (nascido em 30 de maio de 1978) é um jogador italiano de tênis profissional.